# Penting (Neunburg vorm Wald)
Penting ist ein Ortsteil der Stadt Neunburg vorm Wald im Landkreis Schwandorf in Bayern. Das gegenwärtig 405 Einwohner zählende Pfarrdorf liegt im Naturpark Oberpfälzer Wald und im Oberpfälzer Seenland und war bis 1978 Sitz der Gemeinde Penting. 

Das Dorf wurde im Jahr 2016 beim Wettbewerb „Unser Dorf hat Zukunft“ des Bundesministeriums für Ernährung und Landwirtschaft  (BMEL) auf Landkreisebene mit einer Goldmedaille und auf Bezirksebene mit einer Silbermedaille (2017) prämiert.

Darüber hinaus ist Penting seit 2016 Standort der ersten Bürger-Windkraftanlage der Stadt Neunburg vorm Wald. Diese konnte als eine der letzten Windkraftanlagen nach Inkrafttreten der 10-H-Regelung in Bayern realisiert werden. Der Ort ist ein wichtiger Knotenpunkt überregionaler Wander- und Radwege und liegt in unmittelbarer Nähe zum Prädikatswanderweg Goldsteig (Marktredwitz – Passau).

## Geographie

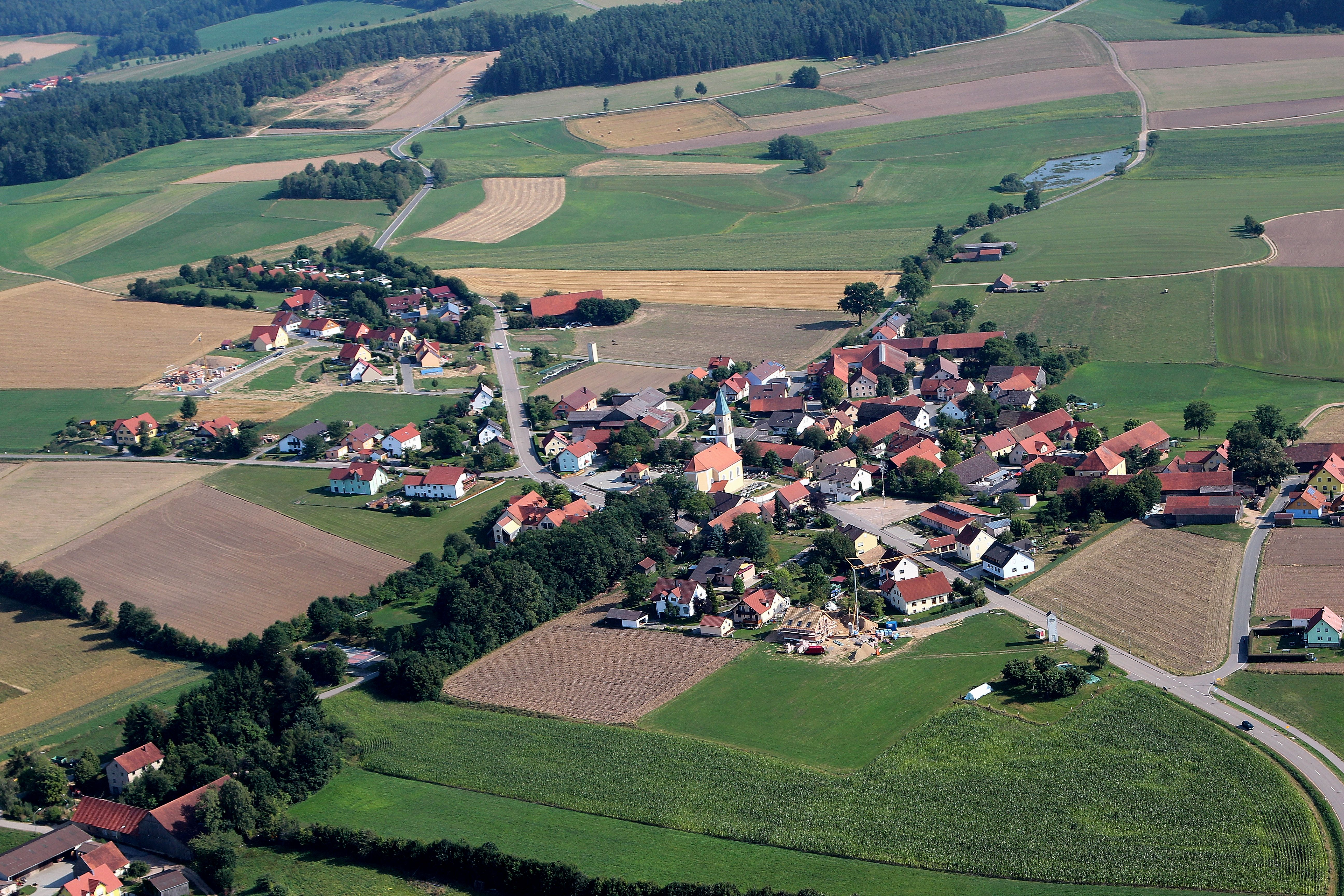
Penting (2013), links unten: Unterpenting mit „Güllngasse“, rechts oben: Stengweiher

### Geographische Lage und Geologie
Penting liegt auf 506 m ü. NHN circa fünf Kilometer südlich von Neunburg vorm Wald auf einem Höhenzug, der das Schwarzachtal vom Bodenwöhrer Becken trennt. Durch diese exponierte Lage ist der Ort besonders vom Schwarzachtal aus schon von weitem zu sehen.
Penting liegt in einer für den Oberpfälzer Wald typischen Hügellandschaft mit großen Wiesen- und Waldflächen.
Südlich des Ortes liegen der Stengweiher und zahlreiche weitere kleine Teiche sowie mehrere naturnahe Bachläufe, die in Richtung des Hammersees in Bodenwöhr entwässern.
In der Nähe von Penting verläuft der Pfahl, eine 150 Kilometer lange geologische Störungslinie aus Quarzgestein, die von Nabburg in der Oberpfalz bis ins oberösterreichische Mühlviertel vor Linz verläuft.

### Ortsgliederung
Penting gliedert sich nach dem Prinzip eines Haufendorfes in einen alten Dorfkern rund um Kirche und Pfarrhof und die neu ausgewiesenen Baugebiete Penting-West (1989) sowie Penting-Ost (1993). Der größte Teil des Ortes liegt auf einem leichten Südhang mit Blick ins Bodenwöhrer Becken. Penting weist einen noch weitgehend intakten historischen Ortskern auf.
Der Kirchturm der katholischen Pfarrkirche St. Nikolaus ist eine weithin sichtbare Landmarke und dadurch ortsbildprägend.
Eine Besonderheit bildet ein nicht mehr begehbarer, von hohen Laubbäumen bewachsener Hohlweg, die sogenannte Güllngasse, der den Ortskern in Nord-Süd-Richtung mit Unterpenting, das aus mehreren Gehöften besteht, verbindet.

## Geschichte

### Ortsgründung und Erstnennung (1266), Wittelsbacher (ab etwa 1280)
Aus Penting sind aus der Zeit bis zum Hochmittelalter keine archäologischen Funde bekannt. Dennoch weist die Endung des Ortsnamens auf -ing auf eine frühmittelalterliche bajuwarische Siedlung hin. Auch das Nikolaus-Patronat sowie die vergleichsweise große Gemarkung belegen annäherungsweise eine Besiedlung und Christianisierung um das Jahr 1200. Es ist davon auszugehen, dass sich in dieser Zeit ein adliger Grundherr in Penting niederließ. 1140 weihte Bischof Egilbert von Bamberg eine hölzerne Kirche in Penting, die erste steinerne Kirche entstand um 1300.
Penting wurde 1266 erstmals urkundlich erwähnt, als Heinrich der Pötinger als Zeuge im Kloster Prüfening auftrat. 1280 war Penting nachweislich unter der Herrschaft der Wittelsbacher. Die Vogtei über Penting wurde 1285 im Herzogsurbar von 1285 als landesherrlicher Besitz ausgewiesen. 1326 wurde die besagte Feststellung wiederholt, dabei erschien der Ortsname „Pompting“ im Pfarreienverzeichnis; 1358 ist der Ort unter dem Namen „Pönting“ belegt. Im 15. Jahrhundert gehörte Penting zur Dechanei Cham.

### Hussitenkrieg, Regensburger Stiftsherrschaft, Reformation und Gegenreformation
1433 nahmen auch Pentinger Bürger und Bauern an der Schlacht bei Hiltersried gegen die Hussiten teil. 1472 wurde die Pfarrei Penting durch den Regensburger Bischof Heinrich IV. von Absberg dem Stift Unserer Lieben Frau zur Alten Kapelle in Regensburg zugeteilt. Bereits 1482 gab es in Penting einen Mesner, dessen gesichertes Einkommen nachgewiesen ist. Aus diesem Mesneramt entwickelte sich im Laufe der Zeit die Stelle des Dorfschullehrers.
Von 1538 bis 1625 bestimmte der Landesherr nach dem Grundsatz cuius regio eius religio die Konfession. So wurde die Pfarrei Penting abwechselnd lutherisch und calvinisch und ab 1625 wieder katholisch. Melchisedek Giegelsberger aus Eschenbach, dessen Vater dort Bürger, Notar und Ratsangehöriger war, versah in Hahnbach und Penting bis zu seiner Entlassung im Jahr 1625 als Calvinist den Kirchendienst; er erhielt im anhaltischen Nienburg 1626 eine neue Stelle.
Während des Dreißigjährigen Krieges 1618–1648 zogen Truppen auch durch Penting. Einquartierungen und Plünderungen von Soldaten blieben nicht aus. 1626 flohen viele Bauern aus Penting, als Soldaten des sogenannten Truchseßischen Regiments zwangsweise in Penting einquartiert wurden. Um das Jahr 1633 ist der Einfall der Schweden nach Penting dokumentiert. Nach der schwedischen Eroberung der benachbarten Stadt Neunburg vorm Wald 1641 lagerte im Raum zwischen Penting und Pingarten das kaiserliche Regiment Briganza um eine Belagerung Neunburgs vorzubereiten. Ein Kupferstich von Matthäus Merian zeugt von diesem Ereignis vor den Toren Pentings. Um 1700 wurde Penting von einem Feuer verwüstet.
Die Schule in Penting gehörte zu den ältesten des Landkreises. Allerdings war sie bei der Bevölkerung zunächst äußerst unbeliebt und als 1788 die Hofbesitzer von Penting finanziell zum Bau und Unterhalt der Schul- und Mesnergebäude herangezogen werden sollten, kam es zu erbittertem Widerstand, der 1791 mit der Pfändung der Hausbesitzer endete. 1809 zählte man in Penting 58 Schüler und 47 Schülerinnen. An der Universität Landshut studierte zwischen 1800 und 1826 allerdings nur ein einziger Pentinger, ein angehender Theologe.

### Gemeinde Penting (ab 1818)
1818 entstand die eigenständige, politische Gemeinde Penting, die als eine von 80 Landgemeinden dem Landgericht Neunburg vorm Wald zugehörig war. Zur Gemeinde Penting zählten folgende Ortsteile: Wutzelskühn, Könneröd, Gonnersdorf, sowie ab 1830 Fuchsenhof, Dorfmühle, Hartlshof, Poggersdorf, Reis, Wenigrötz, Wilbersdorf und Ziegelhütte. 1823 verlor Penting die Forstdienststelle aufgrund der Neuordnung der bayerischen Forstbezirke. Die Matrikel des Bisthums Regensburg von 1838 verzeichnete im Dorf 19 Häuser und 132 „Seelen“. Der Pfarrer des Dorfes, Johann Baptist Eberl, war nicht nur Schul-Inspektor in Penting, sondern auch eines der 414 Mitglieder des Historischen Vereins für Oberpfalz und Regensburg.
1882 wurde die Freiwillige Feuerwehr gegründet. Zwischen 1893 und 1896 wurde die Bahnstrecke Bodenwöhr–Neunburg vorm Wald erbaut. Penting erhielt bei Wutzelskühn einen eigenen Bahnhof an der Bahnstrecke nach Neunburg. Der Personenverkehr wurde bis 1969 aufrechterhalten.
1893, 1902 und 1913 zerstörten Brände die Ortschaft erneut. Zum Stichtag 23. März 1913 (Osterfest) war Penting Sitz der Pfarrei Penting und hatte 34 Häuser und 224 Einwohner.
Im Ersten Weltkrieg kamen vier Pentinger Bürger zu Tode. Während der Zeit der Weimarer Republik litt die arme Landbevölkerung oftmals unter den schlechten Lebensbedingungen. Viele Einwohner des Ortes fanden in den damaligen Ziegeleien in Erzhäuser und Eichental sowie im Eisenwerk Fronberg Arbeit.

### Widerstand des Pfarrers gegen den Nationalsozialismus, Zwangsarbeiter und KZ-Todesmärsche
Der Ortspfarrer Alois Gruber leistete während der Zeit des Nationalsozialismus aktiven Widerstand gegen das Nazi-Regime. Er übte massive Kritik an der herrschenden Politik, stellte sich den ortsansässigen NSDAP-Mitgliedern in den Weg und hielt die Jugendlichen des Ortes von den Jugendorganisationen der Nationalsozialisten fern. Der Geistliche beteiligte sich zudem an einer Plakataktion gegen die Nazis. Die traditionelle Kirchenfahne verteidigte Gruber bis zuletzt erfolgreich gegen die Hakenkreuzfahne. Außerdem verlas der Priester Hirtenbriefe gegen den Nationalsozialismus vor der Kirchengemeinde.
Während des Zweiten Weltkriegs waren zehn Zivil- und 20 Kriegsgefangene auf den Bauernhöfen in Penting untergebracht. Bis Kriegsende 1945 fanden bis zu 200 Flüchtlinge in den Bauernhöfen Pentings und Umgebung Schutz und eine vorübergehende Bleibe.
Am 21. und 22. April 1945 zogen circa 200 KZ-Häftlinge aus dem Konzentrationslager Flossenbürg durch Penting. Die Menschen wurden von SS-Soldaten in Richtung Egelsried durch den Ort getrieben. Vorgebliches Ziel der Todesmärsche war das KZ Dachau. Viele der Häftlinge starben dabei vor Hunger und Entkräftung. Andere wurden von der SS auf offener Straße erschossen. Die Leichen wurden auf den umliegenden Feldern notdürftig verscharrt.
Die US-amerikanischen Truppen erreichten Penting kurz darauf, am 23. April 1945. Davor wurden die Panzersperren von der Bevölkerung eilig beseitigt und weiße Fahnen gehisst. Die Amerikaner veranlassten sofort, die Leichen der KZ-Häftlinge zu bergen und sie auf dem Friedhof des Ortes beizusetzen. Es wurden insgesamt 156 Tote geborgen und auf dem Pentinger Friedhof beerdigt. 1950 wurden die Toten exhumiert und auf dem KZ-Friedhof Neunburg vorm Wald bestattet, auf dem zahlreiche weitere KZ-Häftlinge der Todesmärsche um Neunburg beerdigt wurden. Die Identität der Toten ist weitgehend unbekannt.

### Ära Albert Bauer (1945–1978), Eingemeindung (1972) und Bevölkerungswachstum
Als erster kommissarischer Bürgermeister wurde Albert Bauer aus Penting von den amerikanischen Besatzern eingesetzt. Er blieb auch bis zum Ende der Gemeinde Penting 1978 gewählter Bürgermeister von Penting. 1946 wurden die Ortsteile Dorfmühle und Wilbersdorf in die Gemeinde Neunburg vorm Wald eingegliedert. Im Zuge der Gebietsreform 1972 wurde die gesamte Gemeinde Penting mit ihren Ortsteilen zum 1. Mai 1978 durch die Stadt Neunburg vorm Wald eingemeindet. Bürgermeister Albert Bauer wehrte sich bis zuletzt gegen die Eingemeindung nach Neunburg vorm Wald.
Durch die Ausweisung der Neubaugebiete Penting-West (1989) und Penting-Ost (1993) stieg die Einwohnerzahl ab 1989 kontinuierlich an. Am 8. Juli 2016 hatte Penting 405 Einwohner.

## Religionen
Von 1538 bis 1625 wechselte auch in Penting die Konfession nach dem Grundsatz cuius regio eius religio. So wurde die zunächst katholische Pfarrei Penting abwechselnd lutherisch und calvinisch und ab 1625 wieder katholisch.

### Christentum

#### Pfarrei St. Nikolaus (katholisch)
Wohl um das Jahr 1000 wurde Penting durch die Missionspfarrei Chammünster und die Pfarrei Roding christianisiert. Penting gehörte damals zum Erzdekanat Cham. Im Jahr 1140 weihte Bischof Egilbert eine Kirche in Penting, die noch aus Holz gebaut war. Die erste steinerne Kirche in Penting stammt aus dem Jahr 1300. Als erster urkundlich erwähnter Geistlicher trat Chunradus zu Pönting 1358 in Erscheinung.
Nach der Reformation durch Martin Luther trat Pfarrer Chunrad Weissmann 1538 zum lutherischen Bekenntnis über. Ab 1625 ist wieder ein katholischer Priester belegt, der von Penting aus auch für die Orte Fuhrn, Taxöldern, Hofenstetten und ab 1632 auch für Seebarn und Neukirchen-Balbini zuständig war.
Während der kirchlichen Gebietsreform 1865 bis 1871 erhielt die Pfarrei Penting ihre heutige Ausdehnung. Sie umfasst somit ein Gebiet, das außer zur Stadt Neunburg v. Wald auch noch zu den Gemeinden Bodenwöhr und Neukirchen-Balbini gehört. Seit 2013 ist die Pfarrei Penting in einer Pfarreiengemeinschaft mit der Pfarrei Seebarn und Neukirchen-Balbini aufgegangen. Der Pfarrhof in Penting wurde verkauft. Der zuständige Geistliche lebt nun im Pfarrhof Neukirchen-Balbini.

#### Evangelisch-lutherische Kirchengemeinde
Die evangelischen Bewohner gehören zur evangelischen Kirchengemeinde Neunburg vorm Wald.

## Politik
| Jahr      | 1913 | 1990 | 2016 |
| --------- | ---- | ---- | ---- |
| Einwohner | 224  | 335  | 405  |

### Einwohnerentwicklung
Die Einwohnerzahlen von Penting verzeichnen entgegen dem Trend ländlicher Orte einen stetig steigenden Zuwachs an Neubürgern.
Dies ist auch auf die beiden Neubaugebiete und als Nachverdichtung durchgeführte Wohnungsbaumaßnahmen zurückzuführen.

### Gemeinderat (1945–1978)
Alle gewählten Mitglieder des Gemeinderats gehörten der Partei CSU an.

### Bürgermeister (1933–1978)
- 1933–1945 Josef Egerer, NSDAP
- 1945–1978 Albert Bauer, CSU (zunächst kommissarisch)

## Kultur und Sehenswürdigkeiten

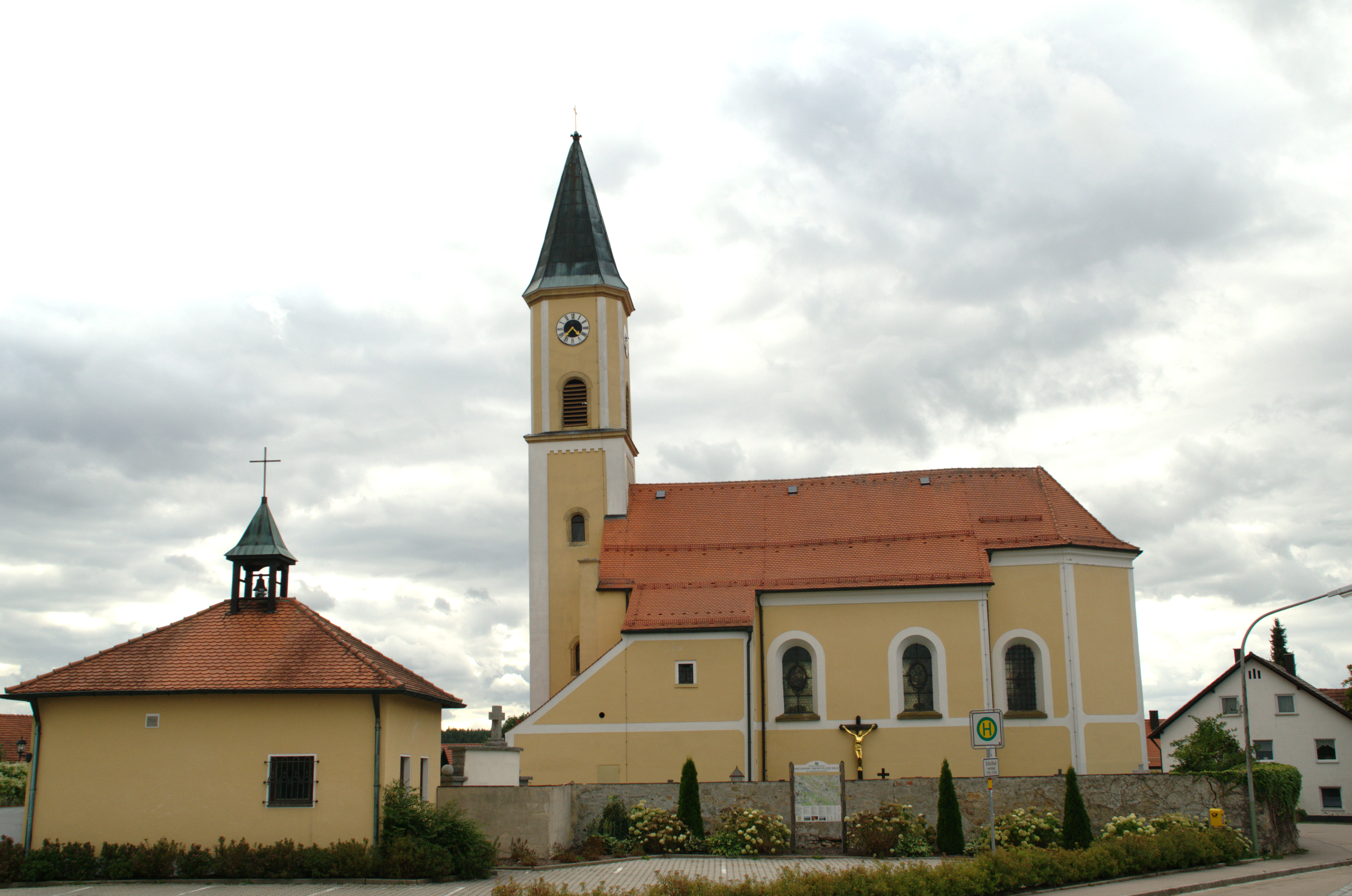
St. Nikolaus (von Osten)

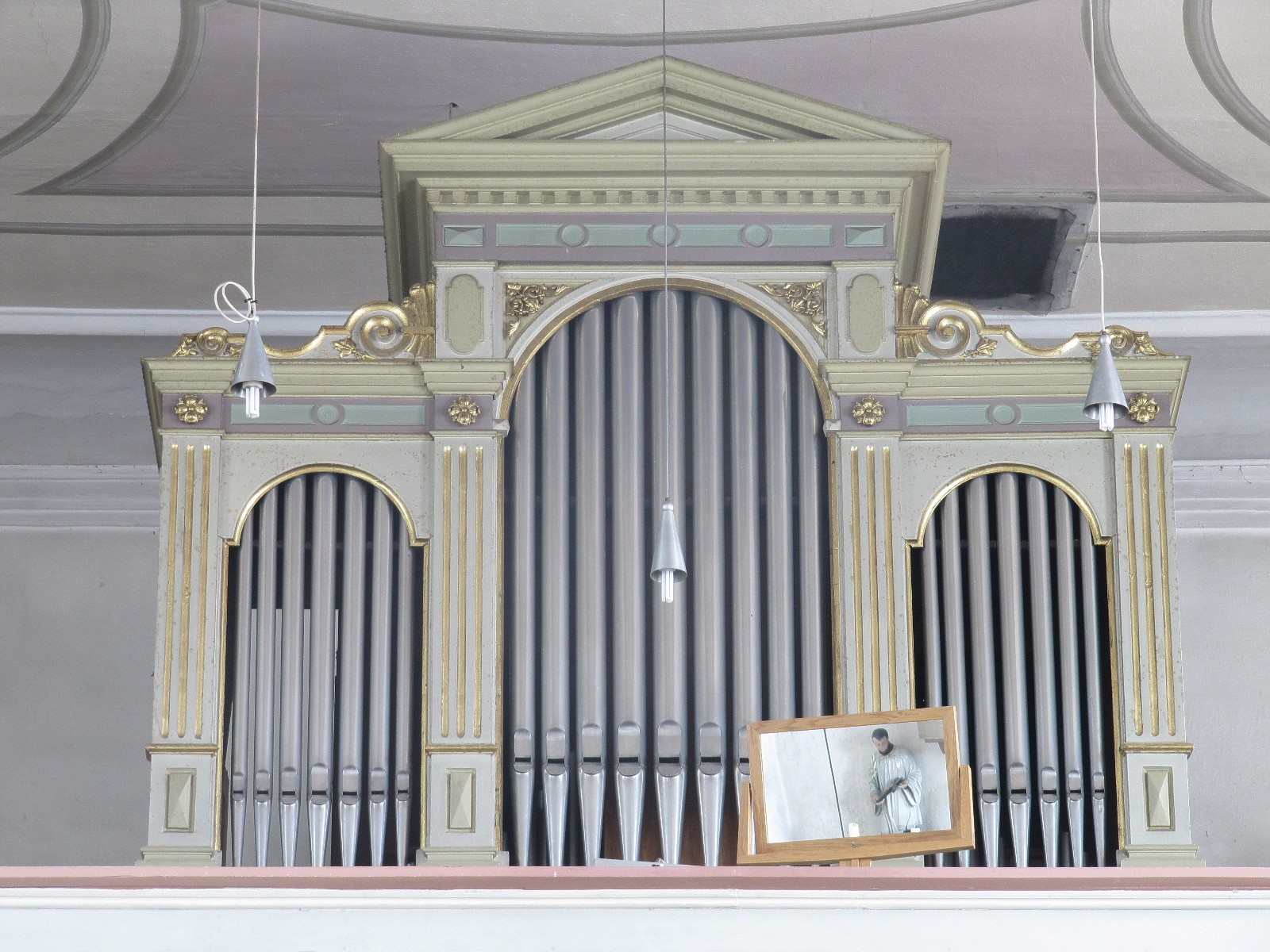
Historisches Orgelgehäuse aus dem 19. Jahrhundert

### Bauwerke

#### Pfarrkirche St. Nikolaus
Im Jahr 1140 weihte Bischof Egilbert eine erste Kapelle, die noch aus Holz gebaut war. Patron ist seitdem der Heilige Nikolaus von Myra. Um 1250 wurde eine kleine spätromanische Chorturmkirche errichtet. Ihr Altarraum ist in der heutigen Kirche St. Nikolaus, die um 1700 erbaut wurde, erhalten. Er beherbergt eine Ölberggruppe. Die ältere romanische Kirche war nach Osten ausgerichtet und in der Achse gegen die heute nach Norden ausgerichtete Kirche um 90 Grad versetzt. 1842 wurde der baufällige Kirchturm abgetragen und 1849 neu errichtet. Als 1888 das Deckengewölbe einstürzte, wurde es noch im selben Jahr wieder aufgebaut.
Fresken im Langhaus: Nikolaus spendet den Segen, Nikolaus als Fürbitter aller Stände und Sieger über den Teufel, Nikolaus spendet drei Mädchen die Mitgift, Nikolaus gibt Hungernden Brot, Nikolaus errettet einen unschuldig zum Tode Verurteilten und Nikolaus rettet Schiffbrüchige. Fresko im Chor: Nikolaus spendet den Segen. Die Fresken wurden 1920 von Josef Wittmann geschaffen.
Im Jahr 2017 erhielt die Pfarrkirche im Zuge einer Sanierung teilweise einen neuen Dachstuhl, ein neues Dach und einen neuen Außenanstrich.
Siehe auch: Liste der Baudenkmäler in Neunburg vorm Wald, Abschnitt Penting

### Sport
Für die Dorfjugend ist ein Bolzplatz vorhanden. Der Eisstockschützenverein Penting trainiert auf einer Sommerstockbahn, auf der auch überregionale Turniere stattfinden. In der Umgebung von Penting befinden sich zahlreiche Wanderwege. Auch mit dem Fahrrad und Mountainbike lässt sich die Landschaft auf ausgeschilderten Trails erkunden.

### Kulturelle Veranstaltungen
Durch sein Vereinsleben tritt Penting immer wieder mit überregional bekannten Veranstaltungen in Erscheinung. Die Theaterfreunde Penting führen jedes Jahr im Januar abwechselnd bayerische Komödien auf. Die Freiwillige Feuerwehr Penting richtet zahlreiche Feste für die Bevölkerung aus. Zudem finden regelmäßig internationale Feuerwehrturniere und Übungen in Penting statt, zuletzt der Oberpfalz-Cup 2016 der Freiwilligen Feuerwehren. Traditionsreiche Veranstaltungen wie das Maibaumaufstellen am 1. Mai und kirchliche Veranstaltungen ergänzen den Veranstaltungskalender. Für Veranstaltungen jeglicher Art steht das in den 1990er Jahren neu errichtete Pfarrheim St. Nikolaus zur Verfügung.

### Vereinsleben
In Penting werden zahlreiche Veranstaltungen und Aktionen von den sieben im Dorf aktiven Vereinen organisiert.
Folgende Vereine sind in Penting aktiv:
- Eisstockfreunde Penting (ESF)
- Freiwillige Feuerwehr Penting (FF) mit Jugendfeuerwehr Penting (JF)
- Gartenbau- und Ortsverschönerungsverein Penting (GOV) mit Kindergruppe „Gartenzwerge“
- Hütte Penting (Veranstaltung von Partys in der „Pentinger Hütte“)
- Katholische Landjugend Penting (KLJB)
- Katholische Landvolkbewegung Penting (KLB)
- Soldaten- und Kriegerkameradschaft Penting (SKK)

### Auszeichnungen
Im Rahmen des bundesweiten Dorfwettbewerbs „Unser Dorf hat Zukunft“ wurde Penting 2016 gemeinsam mit Obermurach die Goldmedaille auf Landkreisebene verliehen. Die Jury hob hervor, dass sich Penting als Dorf mit engagierten Einwohnern und großem ehrenamtlichen Engagement erweist. Zahlreiche Veranstaltungen werden durch die Vereine Pentings organisiert und veranstaltet. Vor allem die Einbindung von neuen Einwohnern in das Dorfleben wurde bei der Prämierung positiv hervorgehoben. Dass diese Entwicklung bisher ohne eine gezielte Dorferneuerung stattfindet, wurde ebenfalls honoriert. Der Neubau eines Vierseithofes im historischen Oberpfälzer Baustil wurde in die Architektouren 2017 der bayerischen Architektenkammer aufgenommen. Penting hat sich damit qualifiziert, beim Bezirksentscheid Oberpfalz im Jahr 2017 anzutreten, bei dem eine Silbermedaille erzielt wurde.

## Wirtschaft und Infrastruktur

### Tourismus
Der Tourismus hat sich in den letzten Jahrzehnten zu einem weiteren wichtigen Wirtschaftszweig der Region Neunburg vorm Wald entwickelt. Auch in Penting gibt es zahlreiche Ferienwohnungen und mit überregionalen Wander- und Radwegen zahlreiche Freizeitangebote für Touristen.
Der Prädikatswanderweg Goldsteig führt auf seiner Südvariante (Thanstein – Passau) nahe an Penting vorbei. Über den 2018 eröffneten Oberpfälzer Seenweg ist Penting direkt mit beiden Varianten des Goldsteigs sowie dem Jurasteig und dem Erzweg verbunden.
Neben der Kirche befindet sich eine Metzgerei. Übernachtungsmöglichkeiten bietet unter anderem der am Ortsausgang Richtung Egelsried gelegene naturnahe Camping- und Zeltplatz.

### Verkehr

#### Auto
Durch Penting führt die Kreisstraße SAD 13. Sie verläuft weiter in Richtung Stamsried im Landkreis Cham und passiert dabei Egelsried und Neukirchen-Balbini. Weitere Gemeindeverbindungsstraßen zweigen von Penting nach Wenigrötz und Windmais ab. Einen Kilometer südwestlich von Penting verläuft die Staatsstraße St 2398, die Bodenwöhr mit Oberviechtach verbindet. Den nächstgelegenen Autobahnanschluss an die A 93 in Schwandorf erreicht man über die Bundesstraße B 85, die durch Bodenwöhr verläuft.

#### ÖPNV
An Schultagen verkehrt morgens ein Linienbus über Neunburg vorm Wald nach Oberviechtach. Nachmittags verkehren an Schultagen ebenfalls mehrere Busse in Richtung Neukirchen-Balbini. An der ca. zwei Kilometer vom Ort entfernten Staatsstraße 2398 bei Wutzelskühn befindet sich der Haltepunkt „Abzweigung Penting“ der RVV Linie 43, die täglich zweimal nach Regensburg Hbf, Nittenau und Neunburg vorm Wald verkehrt.

#### Eisenbahn
Ab 1896 verband die Eisenbahn den neu erbauten Bahnhof Penting mit Bodenwöhr Nord und Neunburg vorm Wald. Ab 1915 wurde die Bahnstrecke bis nach Rötz verlängert. Am 13. Dezember 1969 wurde der Personenverkehr auf der Bahnstrecke eingestellt. Der Bahnhof Penting wurde nicht mehr genutzt und verkauft. Auch der Güterverkehr auf der Nebenbahn wurde 1994 eingestellt und die Bahntrasse als Radweg ausgebaut.

#### Fernradwege
Auf der Trasse der ehemaligen Bahnstrecke Bodenwöhr–Rötz, die beim ehemaligen Bahnhof Penting im Ortsteil Wutzelskühn nahe an Penting vorbeiführt, verlaufen mehrere Radrouten mit regionaler und überregionaler Bedeutung. Über einen asphaltierten Geh- und Radweg ist Penting mit Wutzelskühn verbunden und somit auch von den Bahntrassenradwegen aus gut zu erreichen. Penting ist dadurch bei vielen Fahrradtouristen zum beliebten Ausflugsziel und Übernachtungsort geworden.
Penting ist über folgende Radwege erreichbar:
- Regen-Schwarzach-Radweg (RS): verbindet den Regentalradweg in Nittenau mit dem Schwarzachtalradweg in Neunburg vorm Wald.

- Oberpfälzer-Seenland-Radweg (OSL): führt als Rundweg durch das Oberpfälzer Seenland und verbindet die Orte Neunburg v. Wald, Schwarzenfeld, Schwandorf, Steinberg am See, Nittenau, Bruck und Bodenwöhr.

Über den Regentalradweg in Nittenau besteht Anschluss an den internationalen Donauradweg in Regensburg. Der Schwarzachtalradweg in Neunburg vorm Wald führt als grenzüberschreitender Radweg von Schwarzenfeld kommend bis nach Nemanice und Rybník nad Radbuzou in die tschechische Republik.
Über den Bayerisch-Böhmischen Freundschaftsweg besteht ab Závist Anschluss bis nach Horšovský Týn.

### Bildung
Penting war lange Zeit Standort einer Volksschule. Es wurden zwei Schulgebäude im Umkreis der Pfarrkirche errichtet, die in der Nachkriegszeit jedoch abgerissen wurden. Ein Ersatzneubau am Ortsausgang Richtung Windmais wurde nach dem Aus für die Volksschule verkauft. Heute gehört Penting zum Schulsprengel der Grundschule Neunburg vorm Wald.
In Neunburg vorm Wald befinden sich auch die nächstgelegenen Kindergärten, die Mittelschule Neunburg, die Gregor-von-Scherr-Realschule, die staatliche Berufsschule für Forst- und Landwirtschaft sowie eine Musikschule und die Volkshochschule Neunburg. Die nächstgelegenen Gymnasien sind das Ortenburg-Gymnasium in Oberviechtach und das Regental-Gymnasium in Nittenau.

### Energieversorgung
Seit Herbst 2016 versorgt eine Windkraftanlage des Typs Nordex N117/2400 der Bürgerwindenergie Neunburg vorm Wald die Haushalte im Gemeindegebiet mit jährlich rund 5.822.000 kWh Ökostrom (Prognose). Die Windenergieanlage mit einer Nabenhöhe von 141 Metern, einer Gesamthöhe von rund 200 Metern und einer Nennleistung von 2,4 Megawatt wurde ca. 800 m südöstlich von Penting in einem Waldgebiet errichtet. Die Finanzierung erfolgte durch Gründung einer Bürgerwindenergiegesellschaft, durch die eine direkte Beteiligung von Bürgern an der Rendite möglich war. Im Gegensatz zu benachbarten Windenergieprojekten rief der Bau der Windkraftanlage in Penting keinen Widerstand hervor. Als einer der Gründe dafür wird die endgültige Verhinderung eines geplanten Steinbruchs am Ortsrand durch die Windenergieanlage angesehen. Der Bau der Windkraftanlage Penting wurde bayernweit bekannt, da diese wohl als eine der letzten Bürgerwindanlagen nach Inkrafttreten der sogenannten 10-H-Regelung in Bayern realisiert werden konnte.

### Sonstiges

#### Feuerwehr
In Penting übernimmt die Freiwillige Feuerwehr seit ihrer Gründung im Jahr 1882 die Aufgaben der Brandbekämpfung, Verkehrsabsicherung und technischen Hilfeleistung. Ihr steht ein modernes Feuerwehrhaus mit Seminarräumen zur Verfügung. Sie besitzt ein Tragkraftspritzenfahrzeug (TSF-W) mit integriertem Wassertank, das zum 125. Gründungsjubiläum 2007 neu beschafft wurde und das Vorgängerfahrzeug ablöste. Seit 2015 steht der Feuerwehr zudem ein Mannschaftstransportfahrzeug (MTF) zur Verfügung. Die historische Pentinger Feuerwehrspritze wurde 2017 in ehrenamtlicher Arbeit restauriert und in einer eigens gebauten Garage neben dem Feuerwehrhaus untergebracht.

#### Kläranlage
Penting verfügt über eine eigene Kläranlage, die sich am Südhang unterhalb des Ortes befindet. Das Abwasser wird dort durch mehrere Klärbecken und natürliche Klärteiche geleitet und fließt gereinigt über den Leitenbach in Richtung Hammersee ab.

## Persönlichkeiten

### Töchter und Söhne des Ortes
- Diepold Ziegler OSB (1728–1801), Abt, Professor für Philosophie und Schriftsteller

### Mit Penting in Verbindung stehende Persönlichkeiten
- Richard Salzl (1940–2023), ehemaliger Pfarrer von Penting und bekannter Aktivist gegen die Wiederaufarbeitungsanlage Wackersdorf. Er organisierte mit Kollegen eine Glaubensgemeinschaft von Atomgegnern. Sie richteten eine Gebetsstelle – das Franziskus-Marterl – neben dem WAA-Gelände ein und kamen jeden Sonntag zum Sprechen, Beraten und Beten. [24]